# 2015年5月逝世人物列表
2015年逝世人物列表：1月 - 2月 - 3月 - 4月 - 5月 - 6月 - 7月 - 8月 - 9月 - 10月 - 11月 - 12月
2015年5月逝世人物列表，是用于汇总2015年5月期间逝世人物的列表。

## 依日期排序

### 31日
- 阿馬茲·瓦那（Azmat Rana），63歲，巴基斯坦板球運動員，死於心臟驟停。[1]（死亡公布日期）

### 30日
- 博·拜登（英語：Joseph Robinette "Beau" Biden III），46岁，美国律师、政治人物，第47任美国副总统乔·拜登之子，死於脑癌[2]。
- 王模堂，93歲，中國著名口腔医学教育家、口腔颌面外科学专家、中国口腔颌面外科界“华西三王”之一。病逝。[3]
- 杜虹，61歲，中國大陸兒童文學作家。[4]

### 29日
- 愛德華·吉利根（Edward Gilligan），55歲，運通集團總裁。死於心臟病。[5]

### 28日
- 今井雅之（日語：今井 雅之），54歲，日本演員，死於大腸癌。[6]
- 王懷安，99歲，中華人民共和國最高人民法院原副院長。[7]
- 今IKUYO（日語：今 いくよ），本名里谷正子（日語：里谷 正子），67歲，日本女性漫才師。死於胃癌。[8]

### 27日
- 于楓，63歲，香港演員，死於癌症[9]。
- 張潔清，102歲，中國共產黨中央政法委員會原副秘書長，已故第六屆全國人大常委會委員長彭真的遺孀，病逝。[10]

### 26日
- 李本仁，80歲，前中華民國內政部次長。死於惡性腫瘤引起肝腎衰竭。[11]
- 姚樹人，86歲，前中國海军工程学院院长。火箭液体燃料偏二甲肼中國研究第一人。病逝。[12]

### 25日
- 瑪莉·埃倫·馬克（Mary Ellen Mark），75歲，美國攝影師，死於骨髓增生異常綜合症。[13]

### 24日
- 馬庫斯·貝爾格雷夫（Marcus Belgrave），78歲，美國爵士樂小號手，死於心臟衰竭。[14]

### 23日
- 王曉京，58歲，中國搖滾音樂商人。著名中國音樂組合“女子十二樂坊”創辦人，死於肝癌。[15]
- （John Forbes Nash, Jr.），86岁，美国数学家，阿貝爾獎和诺贝尔经济学奖得主，死於交通事故。[16]
- 安妮·米拉（Anne Meara），85歲，美國喜劇演員（《慾望城市》）。[17]
- 利奧·伯曼（Leo Berman），79歲，美國商人和政治人物，前德克薩斯州眾議院（英语：Texas House of Representatives）議員，死於淋巴瘤。[18]
- 裴祥泉，72歲，台灣資深電影製片、監製。[19]

### 22日
- 丸山夏鈴（日語：丸山 夏鈴），21歲，日本女歌手，死於肺癌。[20]
- 何拉費（Jassem al-Khorafi），75歲，科威特商人，前国会议长。死於心脏病。（死亡公佈日期）[21]

### 21日
- 艾倫·伍德沃德（Alan Woodward），68歲，英國足球運動員（谢菲尔德联）。[22]

### 20日
- 廖偉志，65歲，台灣企業家、微風集團董事長。[23]
- 鮑勃·貝爾登（Bob Belden），58歲，美國音樂家，死於心臟病發。[24]
- 曼弗雷德·穆勒（英语：Manfred Müller (bishop)），88歲，德國羅馬天主教主教，前天主教奧格斯堡教區輔理主教及天主教雷根斯堡教區主教。[25]
- 楊念慈，93歲，台灣作家。[26]

### 19日
- 瑪格麗特·洛克斐勒（英语：Happy Rockefeller）（Margaretta "Happy" Rockefeller），88歲，美國前副總統納爾遜·洛克斐勒遺孀。[27]
- 愛德蒙·J·宮（Edmond J. Gong），84歲，美國政治人物，前佛罗里达州众议院與参议院議員。[28]
- 高禮哲（英语：Thomas Gault）爵士（Sir Thomas Munro Gault），76歲，香港終審法院非常任法官、前新西蘭最高法院法官。[29]
- 格拉尔德·戈廷，91歲，東德人民議會主席。[30]

### 18日
- 哈爾多爾·奧斯格里姆松，67歲，前冰島總理（2004-2006），死於心臟病[31]。
- 雷蒙·葛斯林（Raymond Gosling），89歲，英國生物學家，DNA雙螺旋結構的發現人之一[32]。

### 17日
- 喜多敏彥（日語：喜多 敏彦），62歲，日本商社“双日集团”副社长，死於交通意外。[33]
- 瑪格麗特·鄧寧（Margaret Dunning），104歲，美國慈善家，跌倒而死。[34]

### 16日
- 楊光，89歲，香港工會聯合會前會長。[35]
- 迪安·波特（Dean Potter），43歲，美國極限運動員，在優勝美地國家公園非法跳崖（BASE jumping）時意外身亡[36]。
- 阿布·萨耶夫（英语：Abu Sayyaf (ISIS)），年龄不详，突尼斯人，恐怖组织“伊斯兰国”重要头目，在与美军的交火中被打死。[37]
- 阿德里安·羅賓遜（Adrian Robinson），25歲，美國美式足球運動員（匹茲堡鋼人），上吊自殺。[38]

### 15日
- 马都里迪祖索，57歲，马来西亚下议院議員，死於糖尿病。[39]
- 鮑伯·霍普金斯（Robert M. Hopkins），80歲，前美國籃球運動員，死於心臟與腎功能衰竭[40]。
- 伊麗莎白·冰（英语：Elisabeth Bing），100歲，德國物理治療師，作家和自然分娩支持者。[41]
- 約翰·斯蒂芬森（英语：John Stephenson (actor)）（John Stephenson），91歲，美國演員（《聰明笨伯》），死於腦退化症。[42]

### 14日
- 凱瑟琳·I·鮑爾斯（Kathryn I. Bowers），72岁，美國政治人物。[43]
- ，本名雷利·金（英語：Riley B. King），89歲，美國藍調音樂家。[44]
- 望月武（日语：望月武），46岁，日本编剧、小说家，死於心肌梗塞[45]。

### 13日
- 藍鏵纓，74歲，前澳門奧林匹克委員會主席、廣東省政協委員。[46]

### 12日
- 彼得·蓋伊（英語：Peter Gay），91歲，美國歷史學家。[47]
- 李莎，本名伊丽莎白·帕夫洛芙娜·基什金娜（俄語：Елизавета Павловна Кишкина），101岁，已故中國全國政協委員、前中共领导人李立三之妻。病逝。[48]
- 余國藩（英语：Anthony C. Yu），77歲，美國學者、台灣中央研究院院士。因翻譯《西遊記》，《紅樓夢》等中國名著為英文而聞名的華人，在芝加哥病逝。[49]

### 11日
- 唐娜·讓·克里斯蒂安（Donna Jean Christianson），83岁，美國政治人物。[50]
- 丁夏畦，86岁，中国数学家，中国科学院数学与系统科学研究院研究员，中国科学院院士。[51]

### 10日
- 金格植（韓語：김격식），74岁（虚龄77岁），朝鲜人民武力部前部长、人民军大将，死於癌症。[52][53]
- 克里斯·波頓（英语：Chris Burden），69歲，美國行為藝術家，死於皮膚癌。[54]

### 9日
- 勞永樂，60歲，香港傳染病學專家、前立法會議員（醫學界）（2000-2004），死於肺癌。[55]
- 凱南·埃夫倫（土耳其語：Kenan Evren），97歲，土耳其將軍、第七任總統，死於多器官功能衰竭。[56]
- 程莘農，93歲，中國中醫科學院名譽首席研究員、首屆國醫大師、中國工程院院士。[57]
- 杜西奧（葡萄牙語：Fausto Durso），39歲，巴西騎師，2007－08年度澳門賽馬會冠軍騎師，遇刺身亡。[58]
- 亞歷山大·拉姆法盧西（英语：Alexandre Lamfalussy），86歲，比利時經濟學家、歐元共同創立者。[59]
- 伊莉沙伯·威爾遜（Elizabeth Wilson），94歲，美國資深電影女演員。病逝。[60]

### 8日
- 马纳舍·卡迪希曼（希伯來語：מנשה קדישמן） ，82岁， 以色列雕塑家、画家。 [61]
- 乔登江，87岁，中国核物理学家、核技术应用专家，中国核爆炸理论、应用与抗核辐射加固技术研究的开创者，中国工程院院士。[62]

### 7日
- 賴建國，60岁，香港導演，死於糖尿病。[63]
- 雷夫·H·拉尔森（英語：Leif H. Larsen），挪威驻巴基斯坦大使，因所乘直升机被巴基斯坦塔利班击落而遇难。[64]
- 小多明戈·D·卢塞纳里奥（英語：Domingo D. Lucenario Jr），菲律宾驻巴基斯坦大使，因所乘直升机被巴基斯坦塔利班击落而遇难。[64]
- 纳赛尔·安西（英语：Nasser bin Ali al-Ansi），39岁，也门籍恐怖分子，基地组织阿拉伯半岛分支高级头目，被美军无人机打死。（死讯公布日期）[65]

### 6日
- 雷骏，40岁，中国歌手，死於心肌梗塞。[66]
- 松下圭一（日語：松下 圭一），85歲，日本政治學者，法政大學名譽教授。死於心臟衰竭。[67]
- 厄鲁布朗（Errol Brown），71歲，英國騷靈樂隊Hot Chocolate主音歌手。死於肝癌。[68]

### 5日
- 布賴恩·塞奇其爾（Brian Sedgemore），78歲，英國政治人物，前英国下议院议员，跌倒而死。[69]
- 胡南，40岁，中国电视制片人，曾任湖南卫视《快乐大本营》制片人。[70]

### 4日
- 安·巴爾（Ann Barr），85歲，英國作家。[71]
- 邹佩珠，95歲，著名中國雕塑家、已故中國画家李可染遺孀。病逝。[72]

### 3日
- 苏文茂，86岁，中国相声表演艺术家，死於脑梗塞。[73][74]
- 魯平，88歲，中華人民共和國國務院港澳事務辦公室原主任、黨組書記。死於癌症。[75][76]
- 瀧田裕介，84歲，日本男演員。病逝。[77]
- 刘治全，80岁，中国心脏内科专家，西安交通大学第一附属医院心内科教授。[78]

### 2日
- 玛娅·普丽谢斯卡娅（俄語：Ма́йя Миха́йловна Плисе́цкая），89岁，苏联及俄罗斯芭蕾舞者，死於心脏病。[79]
- 露絲·藍黛兒（Ruth Rendell），85歲，英國作家。[80]
- 麗貝卡·埃里森（Rebecca Ellison），34岁，英格蘭足球運動員之妻，死於乳癌。[81]
- 余彭年，原名彭立珊，93歲，中國商人、香港慈善家。[82]
- 麥可·布萊克（Michael Blake），69歲，美國作家，奧斯卡最佳改編劇本獎得主。[83]
- 馬水龍，75歲，台灣音樂家。[84]

### 1日
- 史蒂芬·米爾伯恩·安德森（Stephen Milburn Anderson），67歲，美國電影導演、編劇及監製，死於咽喉癌。[85]
- 皮特·布朗（英语：Pete Brown (golfer)）（Pete Brown），80歲，美國職業高爾夫球手。[86]
- 哈利·蓋辛格（Harry Geisinger），81歲，美國政治人物，前佐治亚州众议院議員（1969－1974、2005－2015），死於白血病。[87]
- 加里·利德爾（Gary Liddell），60歲，蘇格蘭足球運動員（格林斯比镇足球俱乐部、哈茨足球俱乐部）。[88]（死亡公佈日期）
- 貝絲·惠托爾（Beth Whittall），78歲，加拿大奧運游泳選手，1955年雙泛美運動會游泳冠軍。[89]
- 戴夫·戈德堡，47岁，LAUNCH Media的创始人和SurveyMonkey的首席执行官。[90]